# Territorialización
La territorialización es el proceso de dominio (político-económico) o de la apropiación (simbólica-cultural) de un espacio, hecha por grupo humano. Es inmaterial, pero se hace presente cuando hay un reconocimiento de pertenencia en el territorio por un ser humano, es decir, cuando este se identifica con el territorio. Y es a partir de la territorialidad que se entienden las identidades sociales territorializadas y se encuadran adecuadamente los fenómenos de arraigo, apego, pertenencia socio territorial, movilidad....., migraciones internacionales y globalización.
En este sentido, no existe un territorio en sí mismo, sólo se puede hablar de Territorio si es posible identificar al grupo humano que le corresponde y lo produjo. Por lo tanto, se entiende al territorio como el producto de un proceso puesto en marcha para conseguir la apropiación territorial por parte de cualquier grupo humano e incorporándole distintas dimensiones, ya sean políticas, económicas, sociales, históricas o culturales.
Esta territorialización implica un vínculo entre sujeto, comunidad o grupo social con su tierra; y como todos los vínculos, es dinámico y está en constante generación, regeneración, transformación y desaparición. Por consiguiente también existe una Desterritorialización y reterritorialización.

## Niveles de Territorialización
El proceso de territorialización tiene tres niveles:
- La morfología y organización del espacio: Donde aparece lo tangible y lo visible, lo construido, la estructura del espacio creada por los grupos humanos.
- Las relaciones sociales: Expresadas mediante la interacción humana en los diferentes espacios construidos.
- La estructura social: Cuya importancia radica en el sentido o significado, que de manera histórica, los grupos humanos atribuyen al territorio; representada en sus costumbres, tradiciones o interacción cotidiana.[5]

## Tipos de Territorialización
Jérôme Monnet un profesor-investigador en Geografía y Planeación territorial del Instituto universitario de Francia propone clasificar los distintos modos de producción del territorio, o sea de territorialización, como aereolar (constituyendo áreas) y reticular (constituyendo redes).
Aereolar
Esta se logra cuando se consideran la relación al espacio (o territorialidad) únicamente bajo la forma de una relación del actor geográfico a una extensión “areolar” (adjetivo construido a partir de “área”). Es una territorialidad que se apoya en la geometría euclidiana de la superficie y se manifiesta en la realidad geográfica mediante las formas canónicas de la propiedad (privada) y del Estado-Nación occidental moderno. La territorialización areolar se caracteriza entonces por la definición del territorio como una superficie continua: es por ejemplo la territorialidad resultante y regulada por el derecho, trátese del derecho de propiedad (de la tierra) o del derecho político-administrativo que define las áreas de soberanía y competencia de una autoridad (a todos los niveles). Otro ejemplo es el de la territorialidad valorada por sociedades campesinas arraigadas en sus tierras.
Reticular
La territorialización reticular construye el territorio como una reja de líneas de circulación (flujos de personas, de bienes, de energía y de información) y de nexos de intercambio o de terminación (términos de línea, puntos de interfase económica o cultural, sedes de los poderes, lugares de reproducción de la fuerza de trabajo, etc.). Esta propuesta de considerar las redes y las zonas como las dos caras de la construcción territorial tiene consecuencias para la reflexión sobre las relaciones entre globalización y territorio.

## La Territorialización y la Globalización
La globalización supone una extensión de las actividades sociales, políticas y económicas más allá de las fronteras, de modo que los sucesos, decisiones y actividades en una región del mundo pueden llegar a tener significado, consecuencias y riesgos para los individuos y comunidades en regiones distantes del globo.
La globalización manifiesta un cambio en las relaciones entre escalas, por un lado, y modalidades de territorialización, por el otro. Ante este cambio, los actores geográficos ligados a una modalidad peculiar de territorialización ven su posición modificada en el sistema de actores: por ejemplo, los Estados-Nacionales pierden importancia, mientras las élites metropolitanas recuperan más poder de ordenamiento territorial.
Igualmente, globalización tiende a desarraigar a las personas, las cosas y las ideas. Sin perjudicar sus orígenes algo se les desprende o resulta indiferente. Todo tiende a desarraigarse, así se desarrolla el sorprendente proceso de desterritorialización, una característica de la sociedad global en formación.
Una paradoja central en el plano educativo de la globalización es que, al tiempo que la cultura se mundializa, resurgen con más fuerza las reivindicaciones de las identidades culturales primarias, la desterritorialización provoca nuevas Territorializaciones culturales.

## Reterritorialización y Desterritorialización
El territorio, la territorialidad y la territorialización se dan de forma simultánea, cuando existe un espacio físico con una dimensión simbólica. De modo tal que así como existe una territorialización, también existe una desterritorialización y reterritorialización.
La desterritorialización alude al desanclaje de un grupo humano respecto de su vínculo con su territorio y conlleva unas consecuencias socioculturales políticas y económicas, por tal razón se busca vivir un proceso de restablecimiento (reterritorialización) y construcción de un lugar para volver a sentir identificación, un arraigo cultural que permita llevar a cabo los proyectos vitales del ser humano.